# درنووا (چایتینا)
درنووا (به صربی: Drenova) یک منطقهٔ مسکونی در صربستان است که در چایتینا واقع شده‌است. درنووا ۶٫۱۲ کیلومتر مربع مساحت و ۹۶ نفر جمعیت دارد و ۷۸۱ متر بالاتر از سطح دریا واقع شده‌است.